# 马蓬古布韦
马蓬古布韦王国（英語：Kingdom of Mapungubwe，1075–1220），位于沙希河与林波波河的交汇处，大津巴布韦以南，是南部非洲成为殖民地时期前的一个国家。马蓬古布韦的第一阶段发展以13世纪兴起的津巴布韦王国而告终。

## 起源
马蓬古布韦是被称为K2文化早期的最大居留地，来自K2文化的人类来到沙希-林波波河附近地区居住可能是因为本地利于开展混合农业。马蓬古布韦也有大量的大象，向外提供象牙。国家对黄金和象牙贸易的控制大大提高了K2文化的政治权力。到1075年，由于K2文明的人口已膨胀至不适宜发展的地步，开始向马蓬古布韦山转移。
马蓬古布韦王国以其首都马蓬古布韦命名，该城市目前是世界遗产、国家公园和考古遗址。意为“豺子进食之地”，来源于文达语“phunguwe”，意为胡狼；另一种观点认为来源于聪加语的“phungubye”，意为（黑背）豺。“w”和“y”的争议是发音问题。

## 地理
马蓬古布韦山由砂岩构成，垂直的峭壁有30多米高，顶部较平坦地段约300米长。山顶平坦部位刚好作为一个圆形露天竞技场，用于举行盛大活动。

## 保护

### 世界遗产
马蓬古布韦于2003年列入联合国教科文组织世界遗产名录，登录面积28,169 ha 。该世界遗产被认为满足世界遺產登錄基準中的以下基準而予以登錄：
- （ii）在某期间或某种文化圈里对建筑、技术、纪念性艺术、城镇规划、景观设计之发展有巨大影响，促进人类价值的交流。
- （iii）呈现有关现存或者已经消失的文化传统、文明的独特或稀有之证据。
- （iv）关于呈现人类历史重要阶段的建筑类型，或者建筑及技术的组合，或者景观上的卓越典范。
- （v）代表某一个或数个文化的人类传统聚落或土地使用，提供出色的典范－特别是因为难以抗拒的历史潮流而处于消灭危机的场合。

### 国家公园
本地区为马蓬古布韦国家公园的一部分，并与博茨瓦纳和津巴布韦的部分地区联合称为大马蓬古布韦跨界保护区。